# Riccardo Garrone (attore)
Riccardo Garrone (Roma, 1º novembre 1926 – Milano, 14 marzo 2016) è stato un attore e doppiatore italiano.

## Biografia
Fratello del regista Sergio Garrone, nel 1949 frequenta l'Accademia nazionale d'arte drammatica e nello stesso anno esordisce nel cinema con Adamo ed Eva di Mario Mattoli, che per primo ne intuisce le qualità e lo sceglierà in seguito per diversi altri ruoli, il primo dei quali sarà l'ufficiale delle guardie in Due notti con Cleopatra del 1954. Per la bella presenza e la recitazione misurata, verrà in genere destinato a ruoli di giovane elegante, simpatico e talvolta un po' disonesto.
La sua naturale ironia gli permetterà di interpretare una notevole quantità di personaggi comici, tra i quali ricordiamo il prete don Fulgenzio in Venezia, la luna e tu, il fusto in Belle ma povere, il guidatore della 1100 in Guardia, guardia scelta, brigadiere e maresciallo. Non sfigura però nei ruoli drammatici, come ne Il bidone e La dolce vita di Federico Fellini, La romana di Luigi Zampa e La ragazza con la valigia di Valerio Zurlini.
Nel 1950 aveva iniziato a lavorare anche in teatro, prima con la compagnia Gassman-Torrieri-Zareschi, poi anche con la compagnia Morelli-Stoppa diretta da Luchino Visconti; ma, dagli anni cinquanta agli anni settanta, lavora intensivamente per il grande schermo, comparendo non solo in pellicole d'autore, ma anche in numerosi film di serie B (comici, horror, spaghetti-western, commedie scollacciate). Nel 1983 Garrone ha interpretato il personaggio del geometra Calboni in Fantozzi subisce ancora, sostituendo Giuseppe Anatrelli, morto due anni prima. Dopo questo film il personaggio verrà cancellato dalla serie.
Nel 1974 si cimenta anche nella regia con due film a basso costo, La mafia mi fa un baffo (parodia de Il padrino) e la commedia sexy La commessa, entrambi usciti nelle sale l'anno successivo. Attivo anche nel doppiaggio, Garrone presta la voce a numerosi personaggi di telefilm americani e compare anche in produzioni televisive (Scaramouche, Il triangolo rosso, Lui e lei, Un medico in famiglia).
In teatro, dal 1987 al 1991 collabora con la compagnia di Antonella Steni. Nel 1990 lavora al Teatro Sistina interpretando la commedia musicale Aggiungi un posto a tavola nella parte della voce di Dio. Dopo quasi sessant'anni di attività, la sua popolarità è tornata a crescere con gli spot pubblicitari per Lavazza nel ruolo di san Pietro, interpretato dal 1995 al 2014. Nel 1998 interpreta il ruolo di Nicola Solari nella serie televisiva Un medico in famiglia. Torna ad indossare i panni di Nicola Solari nel 2004, nella quarta stagione della serie. Nel 2003 partecipa, come componente di giuria per scegliere la nuova annunciatrice di Canale 5, al programma Velone, condotto da Teo Mammucari. Nel 2010 presta la voce all'orso giocattolo Lotso nel film Toy Story 3 - La grande fuga.
Ritiratosi dalle scene nel 2014, muore all'ospedale Niguarda di Milano il 14 marzo 2016, all'età di 89 anni. Il funerale è stato celebrato il 16 marzo nella Chiesa di San Giovanni Battista alla Bicocca, e successivamente il feretro è stato cremato e le ceneri sono custodite dai familiari.

## Filmografia

Con Claudia Cardinale ne La ragazza con la valigia (1961)

Ciccio Ingrassia, Riccardo Garrone e Franco Franchi nel film 2 mattacchioni al Moulin Rouge (1964)

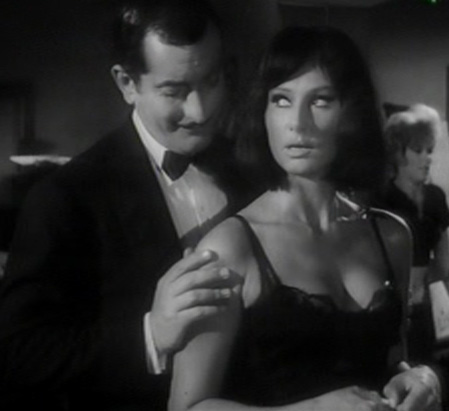
Garrone e Annie Gorassini nel film 2 mattacchioni al Moulin Rouge (1964)

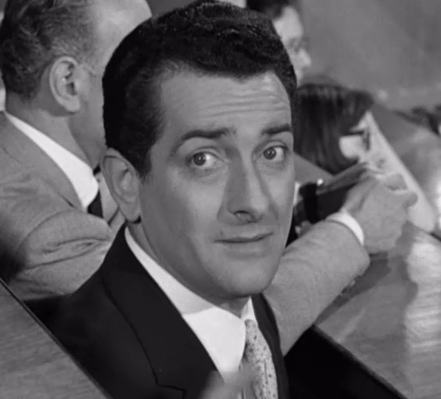
Garrone nel film Il momento più bello (1957)

### Cinema
- Adamo ed Eva, regia di Mario Mattoli (1949)
- Tormento del passato, regia di Mario Bonnard (1952)
- Fratelli d'Italia, regia di Fausto Saraceni (1952)
- I sette dell'Orsa maggiore, regia di Duilio Coletti (1953)
- Due notti con Cleopatra, regia di Mario Mattoli (1954)
- La romana, regia di Luigi Zampa (1954)
- Ulisse, regia di Mario Camerini (1954)
- Il prezzo della gloria, regia di Antonio Musu (1955)
- 'Na sera 'e maggio, regia di Giorgio Pastina (1955)
- Il bidone, regia di Federico Fellini (1955)
- La rossa, regia di Luigi Capuano (1955)
- Guardia, guardia scelta, brigadiere e maresciallo, regia di Mauro Bolognini (1956)
- Il ferroviere, regia di Pietro Germi (1956) - cameo
- Una voce, una chitarra, un po' di luna, regia di Giacomo Gentilomo (1956)
- Addio sogni di gloria, regia di Giuseppe Vari (1957)
- Lazzarella, regia di Carlo Ludovico Bragaglia (1957)
- L'ultima violenza, regia di Raffaello Matarazzo (1957)
- Il medico e lo stregone, regia di Mario Monicelli (1957)
- Padri e figli, regia di Mario Monicelli (1957)
- Il momento più bello, regia di Luciano Emmer (1957)
- Belle ma povere, regia di Dino Risi (1957)
- Amore e chiacchiere, regia di Alessandro Blasetti (1958)
- Caporale di giornata, regia di Carlo Ludovico Bragaglia (1958)
- Le dritte, regia di Mario Amendola (1958)
- Venezia, la luna e tu, regia di Dino Risi (1958)
- L'amico del giaguaro, regia di Giuseppe Bennati (1959)
- Il nemico di mia moglie, regia di Gianni Puccini (1959)
- Nel blu dipinto di blu, regia di Piero Tellini (1959)
- Audace colpo dei soliti ignoti, regia di Nanni Loy (1959)
- Ciao, ciao bambina! (Piove), regia di Sergio Grieco (1959)
- La cento chilometri, regia di Giulio Petroni (1959)
- Madri pericolose, regia di Domenico Paolella (1960)
- Il vigile, regia di Luigi Zampa (1960)
- La dolce vita, regia di Federico Fellini (1960)
- Salambò, regia di Sergio Grieco (1960)
- Saffo, venere di Lesbo, regia di Pietro Francisci (1960)
- Signori si nasce, regia di Mario Mattoli (1960)
- Fra' Manisco cerca guai..., regia di Armando William Tamburella (1960)
- Cacciatori di dote, regia di Mario Amendola (1961)
- La ragazza con la valigia, regia di Valerio Zurlini (1961)
- Capitan Fracassa, regia di Pierre Gaspard-Huit (1961)
- Laura nuda, regia di Nicolò Ferrari (1961)
- Giorno per giorno, disperatamente, regia di Alfredo Giannetti (1961)
- Cronache del '22, registi vari (1961)
- Caccia all'uomo, regia di Riccardo Freda (1961)
- Ponzio Pilato, regia di Gian Paolo Callegari e Irving Rapper (1962)
- Peccati d'estate, regia di Giorgio Bianchi (1962)
- Eva, regia di Joseph Losey (1962)
- Marcia o crepa, regia di Frank Wisbar (1962)
- La congiura dei dieci, regia di Baccio Bandini (1962)
- I Don Giovanni della Costa Azzurra, regia di Vittorio Sala (1962)
- I terribili 7, regia di Raffaello Matarazzo (1963)
- La pupa, regia di Giuseppe Orlandini (1963)
- La rimpatriata, regia di Damiano Damiani (1963)
- Il successo, regia di Mauro Morassi e Dino Risi (1963)
- 2 mattacchioni al Moulin Rouge, regia di Carlo Infascelli (1964)
- Il treno del sabato, regia di Vittorio Sala (1964)
- Se permettete parliamo di donne, regia di Ettore Scola (1964)
- Amore facile, regia di Gianni Puccini (1964)
- Una Rolls-Royce gialla (The Yellow Rolls-Royce), regia di Anthony Asquith (1964)
- I due pericoli pubblici, regia di Lucio Fulci (1964)
- 5 tombe per un medium, regia di Massimo Pupillo (1965)
- I due sergenti del generale Custer, regia di Giorgio Simonelli (1965)
- I complessi, regia di Dino Risi, episodio Una giornata decisiva (1965)
- Idoli controluce, regia di Enzo Battaglia (1965)
- I soldi, regia di Gianni Puccini e Giorgio Cavedon (1965)
- Spiaggia libera, regia di Marino Girolami (1966)
- Degueyo, regia di Giuseppe Vari (1966)
- Destinazione marciapiede (Le Voyage du père), regia di Denys de La Patellière (1966)
- Maigret a Pigalle, regia di Mario Landi (1966)
- Un colpo da re, regia di Angelo Dorigo (1966)
- I ragazzi di Bandiera Gialla, regia di Mariano Laurenti (1967)
- Il fischio al naso, regia di Ugo Tognazzi (1967)
- Tre morsi nella mela (Three Bites of the Apple), regia Alvin Ganzer (1967)
- Arrriva Dorellik, regia di Steno (1967)
- Bang Bang Kid, regia di Giorgio Gentili (1967)
- Se vuoi vivere... spara!, regia di Sergio Garrone (1968)
- Un killer per Sua Maestà, regia di Federico Chentrens e Maurice Cloche (1968)
- Un dollaro per 7 vigliacchi, regia di Giorgio Gentili (1968)
- La vuole lui... lo vuole lei, regia di Mario Amendola (1968)
- Pensando a te, regia di Aldo Grimaldi (1969)
- E continuavano a chiamarlo figlio di... (El Zorro justiciero), regia di Rafael Romero Marchent (1969)
- Il ragazzo che sorride, regia di Aldo Grimaldi (1969)
- Una lunga fila di croci, regia di Sergio Garrone (1969)
- Toh, è morta la nonna!, regia di Mario Monicelli (1969)
- La morte bussa due volte (Blonde Köder für den Mörder), regia di Harald Philipp (1969)
- Il divorzio, regia di Romolo Guerrieri (1970)
- La ragazza di nome Giulio, regia di Tonino Valerii (1970)
- Sledge (A Man Called Sledge), regia di Vic Morrow (1970)
- Basta guardarla, regia di Luciano Salce (1970)
- Mazzabubù... Quante corna stanno quaggiù?, regia di Mariano Laurenti (1971)
- Bello, onesto, emigrato Australia sposerebbe compaesana illibata, regia di Luigi Zampa (1971)
- Grazie zio, ci provo anch'io, regia di Nick Nostro (1971)
- Trastevere, regia di Fausto Tozzi (1971)
- Siamo tutti in libertà provvisoria, regia di Manlio Scarpelli (1971)
- Decameroticus, regia di Giuliano Biagetti (1972)
- Decameron proibitissimo (Boccaccio mio statte zitto), regia di Marino Girolami (1972)
- La bella Antonia, prima monica e poi dimonia, regia di Mariano Laurenti (1972)
- Il West ti va stretto, amico... è arrivato Alleluja, regia di Giuliano Carnimeo (1972)
- La colomba non deve volare, regia di Sergio Garrone (1972)
- Che c'entriamo noi con la rivoluzione?, regia di Sergio Corbucci (1972)
- Rugantino, regia di Pasquale Festa Campanile (1973)
- Maria Rosa la guardona, regia di Marino Girolami (1973)
- Il figlioccio del padrino, regia di Mariano Laurenti (1973)
- Giovannona Coscialunga disonorata con onore, regia di Sergio Martino (1973)
- Tedeum, regia di Enzo G. Castellari (1973)
- Il bacio di una morta, regia di Carlo Infascelli (1974)
- Il baco da seta, regia di Mario Sequi (1974)
- Di Tresette ce n'è uno, tutti gli altri son nessuno, regia di Giuliano Carnimeo (1974)
- La mafia mi fa un baffo, regia di Riccardo Garrone (1974)
- 4 marmittoni alle grandi manovre, regia di Marino Girolami (1974)
- Scusi, si potrebbe evitare il servizio militare?... No!, regia di Luigi Petrini (1974)
- L'eredità dello zio buonanima, regia di Alfonso Brescia (1974)
- La commessa, regia di Riccardo Garrone (1975)
- La poliziotta fa carriera, regia di Michele Massimo Tarantini (1975)
- Il fidanzamento, regia di Giovanni Grimaldi (1975)
- Il medaglione insanguinato, regia di Massimo Dallamano (1975)
- La sposina, regia di Sergio Bergonzelli (1976)
- Campagnola bella, regia di Mario Siciliano (1976)
- Peccatori di provincia, regia di Tiziano Longo (1976)
- Le avventure e gli amori di Scaramouche, regia di Enzo G. Castellari (1976)
- La vergine, il toro e il capricorno, regia di Luciano Martino (1977)
- Il cinico, l'infame, il violento, regia di Umberto Lenzi (1977)
- Tre simpatiche carogne, regia di Francis Girod (1977)
- Il furto della Gioconda, regia di Renato Castellani (1978)
- La cicala, regia di Alberto Lattuada (1980)
- Ciao nemico, regia di E.B. Clucher (1982)
- Ricchi, ricchissimi... praticamente in mutande, regia di Sergio Martino (1982)
- Fantozzi subisce ancora, regia di Neri Parenti (1983)
- Vacanze di Natale, regia di Carlo Vanzina (1983)
- Windsurf - Il vento nelle mani, regia di Claudio Risi (1984)
- Amarsi un po'..., regia di Carlo Vanzina (1984)
- I miei primi 40 anni, regia di Carlo Vanzina (1987)
- Paprika, regia di Tinto Brass (1991)
- Un inverno freddo freddo, regia di Roberto Cimpanelli (1996)
- Simpatici & antipatici, regia di Christian De Sica (1998)
- La cena, regia di Ettore Scola (1998)
- Arresti domiciliari, regia di Stefano Calvagna (2000)
- Al momento giusto, regia di Giorgio Panariello e Gaia Gorrini (2000)
- Ti voglio bene Eugenio, regia di Francisco Josè Fernandez (2002)
- Come inguaiammo il cinema italiano - La vera storia di Franco e Ciccio, regia di Ciprì e Maresco (2004)
- Amore 14, regia di Federico Moccia (2009)
- La città invisibile, regia di Giuseppe Tandoi (2010)
- Stripes, regia di Marco Adabbo (2013)
- La legge è uguale per tutti... forse, regia di Ciro Ceruti e Ciro Villano (2014)

### Televisione
- Umiliati e offesi, regia di Vittorio Cottafavi – sceneggiato televisivo, 4 puntate, Programma Nazionale (1958)
- Il romanzo di un maestro, regia di Mario Landi – sceneggiato televisivo (1959)
- Scaramouche, regia di Daniele D'Anza – sceneggiato televisivo (1965)
- Il conte di Montecristo, regia di Edmo Fenoglio – sceneggiato televisivo (1966)
- Il triangolo rosso, regia di Mario Maffei, Piero Nelli - serie TV prima stagione (1967)

- Una notte piovosa, regia di Carlo Di Stefano, Secondo Programma, 9 giugno 1968.
- Hanno ucciso il miliardario di Achille Saitta, regia di Alda Grimaldi, Programma Nazionale, 13 agosto 1968.
- Il triangolo rosso, regia di Ruggero Deodato e Mario Maffei – serie TV seconda stagione (1969)
- Sul filo della memoria, regia di Leandro Castellani, 3 puntate, Programma Nazionale (1972)
- Ladri e quadri, regia di Leandro Castellani (1973)
- Il furto della Gioconda, regia di Renato Castellani – miniserie TV, 3 puntate (1978)
- Caligola, regia di Luigi Squarzina, Rai 2, 18 gennaio 1982.
- Cinecittà Cinecittà, regia di Vittorio De Sisti - miniserie TV (Rai 2, 1985)
- Lulù, regia di Sandro Bolchi, 4 episodi, Rai 1 (1986)
- Se devi dire una bugia dilla grossa, regia televisiva di Eros Macchi – commedia teatrale (1986)
- Il vigile urbano – serie TV, 13 episodi, Rai 1 (1989)
- Villa Arzilla - sitcom (1990), episodio 1x2 - Cucù (personaggio: Socrate Bollani ex-detenuto)
- Per amore o per amicizia, regia di Paolo Poeti – film TV (1993)
- Due per tre – sitcom, episodio 1x03 (1997)
- Amico mio – serie TV, 8 episodi (1993-1998)
- Il re pescatore, regia di Krzysztof Zanussi e Marcello Aliprandi, Rai 2, 31 agosto 1996.
- Quei due sopra il varano, regia di Silvia Arzuffi – sitcom (1996)
- Teatro Excelsior, regia di Maurizio Scaparro e Antonio Moretti, Rai 2, 12 aprile 1997.
- Lui e lei – serie TV (1998-1999)
- Un medico in famiglia – serie TV, prima stagione (1998-1999)
- Un prete tra noi – serie TV (1997-1999)
- La tassista, regia di José María Sánchez – miniserie TV (2004)
- E poi c'è Filippo, regia di Maurizio Ponzi – miniserie TV (2006)
- Anna e i cinque – serie TV (2008-2011)

## Trasmissioni televisive
- Orsa maggiore, regia di Eros Macchi – varietà TV, 7 puntate (Secondo Programma, 1965)
- Mezze luci, regia di Gianni Serra – varietà TV (Secondo Programma, 1966)
- L'amico della notte, regia di Enzo Trapani – varietà TV (1977)

## Teatro (parziale)
- Aggiungi un posto a tavola (1990)

## Discografia

### Partecipazioni
- 2010 – Quartetto Cetra Biblioteca di Studio Uno - Al Grand Hotel

## Doppiaggio

### Animazione
- Prof. Shikishima in Mechander Robo
- Il padre di Lamù in Lamù (1° voce)
- Lucifero ne Il gatto con gli stivali
- Decurione Rompistincus in Asterix contro Cesare
- Fido in Lilli e il vagabondo (ridoppiaggio), Lilli e il vagabondo II - Il cucciolo ribelle
- Tormento in Casper - Un fantasmagorico inizio
- Lotso in Toy Story 3 - La grande fuga
- George H. W. Bush ne I Simpson (ep. 3x2, 4x8)
- Theo Gattler in Baldios - Il guerriero dello spazio
- Takosaku in Muteking
- Generale Dunkel in Combattler V
- Dottor Watson ne Il fiuto di Sherlock Holmes
- Commissario Duroc ne Le audaci inchieste di Miss Prudenza (st. 1)
- Re Haggard in L'ultimo unicorno
- Leone ne Il mago di Oz

### Telenovelas
- Fernando Torres in Vite rubate
- Ignacio Lopez Tarso in Marianna, il diritto di nascere

### Film
- Graham Chapman in Barbagialla, il terrore dei sette mari e mezzo
- William Zappa in Interceptor - Il guerriero della strada
- Roy Barcroft in Dieci uomini coraggiosi
- James Gammon in Svolta pericolosa
- Mario Brega in Occhio, malocchio, prezzemolo e finocchio
- Armando Brancia in Vinella e Don Pezzotta
- Henry O'Neill in Tu partirai con me
- Ian Watkin in Splatters - Gli schizzacervelli
- Julien Guiomar in Ultima estate a Tangeri

## Doppiatori italiani
Nelle versioni in italiano delle opere in cui ha recitato, Riccardo Garrone è stato doppiato da: 
- Renato Turi ne Il ferroviere, La romana, Il prezzo della gloria
- Sergio Rossi in Degueyo, Un killer per sua Maestà
- Glauco Onorato in Ponzio Pilato, Arrriva Dorellik
- Antonio Guidi ne Il successo, Il fischio al naso
- Carlo Romano in Guardia, guardia scelta, brigadiere e maresciallo
- Pino Locchi in Nel blu dipinto di blu
- Gianrico Tedeschi in Audace colpo dei soliti ignoti
- Emilio Cigoli in Fra' Manisco cerca guai...
- Roberto Villa ne La rimpatriata
- Arturo Dominici ne Il West ti va stretto, amico... è arrivato Alleluja
- Rolf Tasna ne La rossa

## Pubblicità
- Kukident (1983-1985)
- Lavazza (1995-2014) nel ruolo di San Pietro.